# Siegel Mikronesiens
Als Siegel der Föderierten Staaten von Mikronesien dient das Staatssiegel. 
Es gleicht seinem Vorgänger, dem des Treuhandgebietes der Pazifischen Inseln.

## Beschreibung
Auf dem äußeren Ring steht der englische Schriftzug:
„Government of the Federated States of Micronesia“
(„Regierung der Föderierten Staaten von Mikronesien“)
Der äußere Ring wird zudem häufig sowohl innen als auch außen von einem Seil umrahmt.
Im inneren Kreis findet sich mittig der schwimmende Keimling einer Kokospalme, der wichtigsten Nutzpflanze der Inseln, vor einem dukelblau-hellblau wellenförmig geteilten Hintergrund. Das Dunkelblau symbolisiert das Meer, das Hellblau den pazifischen Himmel. 

Flagge Mikronesiens

Auf der hellblauen Hälfte finden sich vier weiße Sterne, sie repräsentieren die vier Inselgruppen der Föderation: Chuuk, Pohnpei, Kosrae und Yap und finden sich auch in der Flagge Mikronesiens.
Unterhalb der Palme, auf dunkelblauem Grund, findet sich ein Banner mit dem ebenfalls englischen Schriftzug:
„Peace, Unity, Liberty“
(„Friede, Einigkeit, Freiheit“)
Darunter steht die Jahreszahl 1979, das Jahr, in dem die vier späteren Bundesstaaten die Verfassung der so gegründeten Föderierten Staaten von Mikronesien ratifizierten.